# Pelúsion

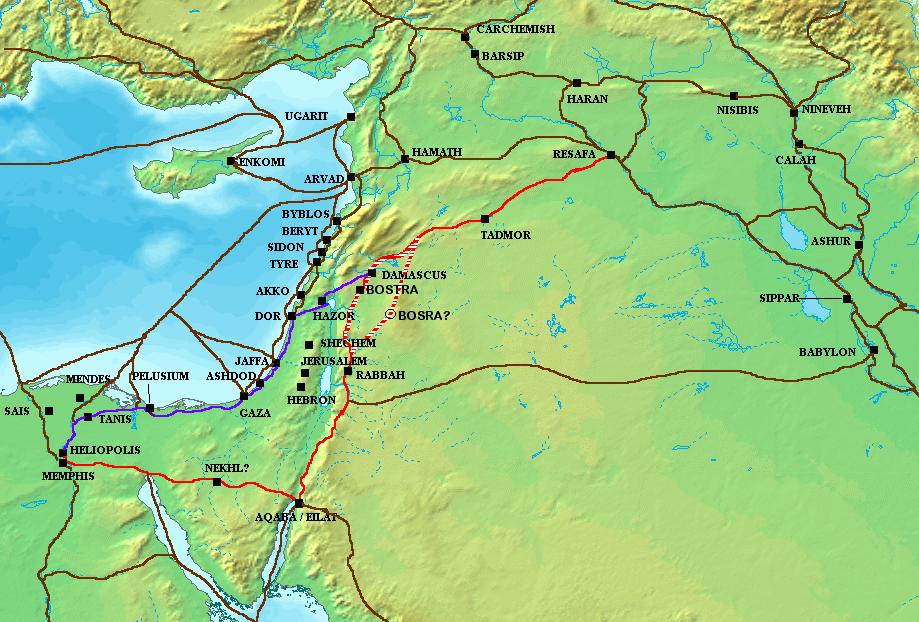
Pelúsion a la Via Maris (violeta), costa mediterrània. També apareixen la Ruta dels Reis (en vermell), i d'altres rutes comercials del.

Pelúsion o Pelusi fou una ciutat d'Egipte, al Delta del Nil, uns 30 km al sud-est de la moderna Port Saïd. El seu nom egipci fou Peromi (o Per-Omi) i Senu (o Sena), i els grecs li van dir Pelúsion, d'on el llatí Pelusium. Els coptes li van dir Mud o Moun (Per-mud o Peremoun). Els hebreus l'anomenaren Sin (arameu Seyan); el nom àrab és Tell al-Farama (derivat del nom copte Paramoun) i proper hi ha el llogaret de Balouza derivat de Pelúsion. Fou la ciutat més important de l'est del Baix Egipte, i era a la branca més oriental del Nil, coneguda per Ostium Pelusiacum. L'antiga ciutat era a uns quants km a l'interior i avui és més propera a la costa. Produïa lli però la ciutat acomplia funcions de fortalesa fronterera i com a tal fou teatre de diverses batalles.
Heròdot diu que el faraó Psamètic I (664 aC-610 aC) va donar terres als mercenaris jònics i caris, sota la ciutat de Bubastis, a la branca Pelusiaca del riu; no obstant no està provat que l'establiment dels mercenaris fos la ciutat de Pelúsion, ja que no s'ha trobat cap resta del segle vii aC. No obstant els perses van conquerir la ciutat al segle següent (Heròdot esmenta el fet) i tampoc s'han trobar restes.
El rei Senaquerib (720 aC-715 aC) va arribar davant les muralles de Peromi, però es va retirar; en la seva retirada els egipcis els van atacar i derrotar. El 525 aC es va lliurar davant la ciutat la batalla en la que les forces de Cambises II de Pèrsia van derrotar el faraó i el rei persa va entrar a la ciutat sense lluita. El 373 aC el sàtrapa Farnabazos II de Frígia es va presentar amb la flota davant Peromi però es va retirar sense atacar-la davant les mesures preses pel faraó Nectabeu que va inundar les terres i va bloquejar els canals navegables; l'expedició naval fou un desastre. El 369 aC la ciutat fou conquerida pels perses, rendint-se a la guarnició egípcia i a cinc mil mercenaris grecs, poc després què les forces del rei Nectabeu haguessin estat completament derrotades. El 333 aC va entrar a Pelúsion el rei macedoni Alexandre el Gran, sense lluita, i hi va instal·lar una guarnició; a la mort d'Alexandre el general Ptolemeu es va apoderar del govern d'Egipte i en va esdevenir faraó (Ptolemeu I Soter). El 321 aC el cos d'Alexandre fou portat a Pelúsion. El 173 aC Antíoc IV Epifanes va derrotar Ptolemeu VI Filomètor sota les muralles de la ciutat, i la va conservar després d'abandonar la resta d'Egipte, però més tard (en època no establerta) va retornar als làgides. El 55 aC Marc Antoni, llavors general a les ordres del procònsol Gabinius, va derrotar els egipcis prop de la ciutat i la va ocupar però va respectar la vida dels seus habitants. El 48 aC Cleòpatra fou a la ciutat dirigint un exèrcit d'egipcis i mercenaris siris i àrabs contra el seu germà i marit Ptolemeu XII Auletes. El mateix any (28 de setembre) fou assassinat a la ciutat Gneu Pompeu, que derrotat a Farsàlia havia fugit allí buscant la protecció del faraó Ptolemeu, que fou qui el va fer matar i el va enviar embalsamat a Juli Cèsar quan aquest hi va arribar l'octubre. El 31 aC després de la batalla d'Àccium, August es va presentar a Pelúsion, i el governador Seleuc li va obrir les portes. La ciutat fou visitada per diversos emperadors, entre ells Titus (70), Hadrià (130-131), i Septimi Sever (199-200). El 501 la ciutat fou seriosament damnada pels perses. El 524 va patir una plaga i des de llavors fou coneguda principalment pel seu nom copte, Peremoun. El 618 Pelúsion fou atacada i després conquerida temporalment pels perses dirigits per Khusraw.
El 640 fou ocupada per Amr ben al-Ash després d'una forta resistència, i la seva caiguda va portar la Conquesta àrab d'Egipte, del que Amr fou el primer governador. Al segle ix fou centre de comerç dels jueus (els radhanites). El 1171 fou arrasada per Balduí I de Jerusalem, que va morir enverinat en menjar un peix local. El 1169 encara és esmentat un atac del rei Amauri I de Jerusalem, però després no torna a ser esmentada.
La ciutat fou excavada per Jacques Cledal el 1910. El 1982 va iniciar excavacions Mohammed Abd El-Maksoud. El 1991, Tell el-Farama i els llocs propers com Tell el-Makhzan i Kanais, considerats parts de la «Gran Pelúsion», foren repartits en concessions a equips egipcis, canadencs, suïssos i britànics; Ahmed el-Tabai va descobrir un amfiteatre i Mohammed Abd el-Samie una església bizantina a Tell el-Makhzan.